# Васильев, Степан Михайлович
Степан Михайлович Васильев (1854—1903) — русский врач-терапевт.

## Биография
Родился в 1854 году в области Войска Донского. Обучение начал в Саратовской губернии и завершил среднее образование в Астраханской гимназии. В 1872 году поступил на естественное отделение физико-математического факультета Санкт-Петербургского университета, которое окончил кандидатом в 1876 году. В университете за работу «Гистологическое исследование нервных узлов в лёгких и сердце» получил денежную премию и был избран в действительные члены Санкт-Петербургского общества естествоиспытателей. Продолжил обучение в Медико-хирургической академии, сразу с 3-го курса.
Окончив в 1879 году медико-хирургическую академию со степенью лекаря «с отличием» и награждённый конференцией академии за четыре своих печатных труда золотой медалью, продолжил работать ординатором в клинике профессора С. П. Боткина, куда поступил ещё обучаясь на 4-м курсе. А на 5-м курсе он ещё и выполнял обязанности ординатора в клинике профессора В. А. Манассеина
В 1884 году получил степень доктора медицины за диссертацию «К вопросу о лихорадке» (СПб.: тип. А. М. Котомина и К°, 1884. — 51 с.). С 1884 года он начал многолетнее изучение курортов на Кавказе и в Крыму и до 1892 года на Кавказских минеральных водах практикой (затем давал консультации). также он посещал с научными целями заграничные курорты и клиники
В 1889 году основал еженедельную газету «Медицина» редактировал его и издавал на собственные средства. В 1892 году был назначен директором и профессором медицинской клиники Дерптского университета вместо Г. Унферрихта; читал курсы частной патологии и терапии, клинической пропедевтики с практическими занятиями, а также «химию секретов и экскретов». В 1893 году стал деканом медицинского факультета.
Умер 8 (21) марта 1903 года. Похоронен на кладбище петербургского Новодевичья монастыря.

## Сочинения
Среди его публикаций: «О молочном лечении и значении его для прогноза в болезнях сердца и почек» (СПб.: тип. А. М. Котомина и К°, 1882); «О виноградном лечении», «Виноградные станции, как лечебные пункты, в наш нервный век» (СПб., 1888. — [4], 151 с.), «Введение в курс клиники внутренних болезней» (Юрьев : тип. К. Маттисена, 1897. — 159 с.), «Лечение хронической язвы желудка: из клин. лекций проф. С. М. Васильева» (Юрьев : тип. К. Маттисена, 1901. — 192 с.), «Лечение земляникой : (Материалы к диетотерапии)» (Юрьев : тип. К. Маттисена, 1901. — 131 с.) и 5 томов «Трудов Юрьевской медицинской клиники».

## Награды
Был награждён орденами Св. Анны 2-й степени и Св. Станислава 2-й степени.